# Plateau central de l'Aubrac aveyronnais
Plateau central de l'Aubrac aveyronnais este o arie protejată (sit de importanță comunitară — SCI) din Franța întinsă pe o suprafață de 7.067 ha, integral pe uscat.

## Localizare
Centrul sitului Plateau central de l'Aubrac aveyronnais este situat la coordonatele 44°37′04″N 2°57′43″E / 44.61778°N 2.96194°E.

## Înființare
Situl Plateau central de l'Aubrac aveyronnais a fost declarat arie specială de conservare în baza directivei 92/43 din 1992 referitoare la conservarea habitatelor naturale și a faunei și florei sălbatice pentru a proteja 4 specii de plante și 8 specii de animale.

## Biodiversitate
Situată în ecoregiunea continentală, aria protejată conține 21 de habitate naturale: Pajiști uscate europene, Ape puternic oligomezotrofe cu vegetație bentonică cu Chara spp., Păduri de fag acidofile atlantice, cu subarboret de Ilex și, uneori, de asemenea, Taxus, la nivelul arbuștilor (Quercion robori-petraeae sau Ilici-Fagenion), Formațiuni ierboase bogate în specii de Nardus, dezvoltate pe substraturi silicioase în zone montane (și în zone submontane, în Europa continentală), Formațiuni montane de Cytisus purgans, Fânețe montane, Turbării active, Depresiuni pe substraturi de turbă de Rhynchosporion, Pajiști uscate seminaturale și facies de acoperire cu tufișuri pe substraturi calcaroase (Festuco-Brometalia) (* situri importante pentru orhidee), Ape stătătoare oligotrofe până la mezotrofe, cu vegetație de Littorelletea uniflorae și/sau de Isoëto-Nanojuncetea, Mlaștini oligotrofe degradate, capabile încă de regenerare naturală, Pajiști umede atlantice temperate cu Erica ciliaris și Erica tetralix, Cursuri de apă de la nivel de câmpie la nivel montan, cu vegetație Ranunculion fluitantis și Callitricho-Batrachion, Pajiști cu Molinia pe soluri calcaroase, turboase sau argilos-nămoloase (Molinion caeruleae), Liziere de ierburi înalte hidrofile de câmpie și de nivel montan până la alpin, Mlaștini turboase de tranziție și turbării mișcătoare, Păduri pe pante, grohotișuri și ravene de Tilio-Acerion, Grohotișuri silicioase de la nivelul montan până la nivelul zăpezii (Androsacetalia alpinae și Galeopsietalia ladani), Păduri aluvionare cu Alnus glutinosa și Fraxinus excelsior (Alno-Padion, Alnion incanae, Salicion albae), Pante stâncoase silicioase cu vegetație casmofită, Roci stâncoase cu vegetație pionieră de Sedo-Scleranthion sau Sedo albi-Veronicion dillenii.
La baza desemnării sitului se află mai multe specii protejate:
- plante (4): Botrychium simplex, Hamatocaulis vernicosus, curechi de munte (Ligularia sibirica), Luronium natans
- mamifere (3): vidră de râu (Lutra lutra), liliac cu urechi mari (Myotis bechsteinii), liliac comun (Myotis myotis)
- nevertebrate (5): Austropotamobius pallipes, fluturele auriu (Euphydryas aurinia), rădașcă (Lucanus cervus), fluturele purpuriu (Lycaena dispar), Rosalia alpina

Pe lângă speciile protejate, pe teritoriul sitului au mai fost identificate 6 specii de plante, 6 specii de amfibieni, 9 specii de mamifere, 9 specii de nevertebrate, 9 specii de reptile.